# Émetteur commun
Pour les articles homonymes, voir Émetteur.

Schéma basique d'un montage amplificateur à émetteur commun

Un montage amplificateur à émetteur commun est en électronique l'une des trois configurations élémentaires pour l'amplification d'un transistor bipolaire. Les deux autres se nomment base commune et collecteur commun.
Dans ce montage l'émetteur (indiquée par une flèche) est relié à la masse commune ou à une tension de référence, alors que la base du transistor est reliée à l'entrée et le collecteur à la charge de sortie. Le circuit analogue utilisant un transistor à effet de champ se nomme montage amplificateur à source commune.

## Explications du circuit

Montage amplificateur à émetteur commun avec contre-réaction et couplage alternatif

Ce circuit peut être qualifié d'émetteur commun car le condensateur de découplage CE est choisi de façon à présenter une impédance assez faible, lors d'une étude en petits signaux, pour court-circuiter la résistance RE. La présence de la capacité de découplage CE permet d'augmenter significativement le gain du montage, mais en contrepartie le circuit a de plus faibles impédances d'entrée et de sortie.
La résistance d'émetteur RE permet de créer une sorte de contre-réaction appelée dégénération de l'émetteur qui assure de bonnes caractéristiques de stabilité et de linéarité du circuit, notamment en réponse aux variations de température.
Dans le cas où le condensateur de découplage à l'émetteur CE est absent, l'impédance de RE réduit la transconductance globale {\displaystyle G_{m}=g_{m}} de ce circuit par un facteur {\displaystyle (g_{m}.R_{\text{E}}+1)}. Ainsi le gain en tension s'exprime par
{\displaystyle A_{\text{v}}\triangleq {\frac {v_{\text{out}}}{v_{\text{in}}}}={\frac {-g_{m}R_{\text{C}}}{g_{m}R_{\text{E}}+1}}\approx -{\frac {R_{\text{C}}}{R_{\text{E}}}}\qquad ({\text{avec}}\quad g_{m}R_{\text{E}}\gg 1).\,}
Dans l'autre cas, si CE est présent le gain en amplification devient:
{\displaystyle A_{\text{v}}\approx {\frac {R_{C}}{r_{e}'}}}
re' étant la résistance intrinsèque de la jonction base émetteur du transistor. Il s'agit de la résistance équivalente de cette jonction en AC. On peut démontrer qu'elle vaut en moyenne pour tous les transistors :
{\displaystyle r_{e}'\approx 25mV/I_{E}}
IE est le courant émetteur en continu, il vaut VE/RE.
Par conséquent le gain en tension dépend presque exclusivement du rapport des résistances {\displaystyle R_{\text{C}}/R_{\text{E}}} plutôt que des caractéristiques intrinsèques du transistor. Les caractéristiques de distorsion et de stabilité du circuit sont donc améliorées au détriment d'une réduction de gain.
En pratique, pour polariser le transistor :
Les résistances R1 et R2 forment un pont diviseur de tension. Elles sont choisies de manière à avoir une tension VB entre base et zéro nettement supérieure à 0,7 volt. On a alors la tension d'émetteur VE = VB - 0,7 volt.
Par exemple, si on a choisi une tension sur la base de 2 volts, il apparaît 0,7 volt entre la base et l'émetteur du transistor (s'il est au silicium) et le reste de la tension, VE = 1,3 volts, se retrouve aux bornes de la résistance RE.
Connaissant VE et le courant d'émetteur désiré IE, on en déduit la valeur de la résistance d'émetteur RE. Quant au courant collecteur, il est pratiquement égal au courant émetteur. Connaissant RC et le courant collecteur, on en déduit la tension aux bornes de la résistance collecteur Rc. La tension VCE qui reste aux bornes du transistor est alors égale à la tension d'alimentation, à laquelle il faut retrancher les chutes de tension dans la résistance d'émetteur RE et dans la résistance de collecteur RC. On s'arrange, en général, pour que la tension aux bornes de RC soit à peu près égale à la tension VCE, afin d'avoir une dynamique maximum pour les signaux de sortie.
À noter, pour le pont diviseur de base : si on choisit des valeurs de résistance trop élevées, le courant continu absorbé par la base modifie la tension de base calculée. Si on choisit des valeurs de résistance trop faibles, l'impédance d'entrée de l'étage baisse, puisque ces résistances sont en parallèle sur l'entrée. En pratique, on évalue le courant de base aux environs de Ic/β et on choisit un courant dans le pont diviseur Ip = V+/(R1 + R2) au moins dix fois plus élevé que le courant absorbé par la base.
Enfin, les condensateurs Cin et Cout permettent de supprimer la composante continue.

## Applications
Les circuits à émetteur commun sont utilisés pour amplifier des signaux de faible amplitude, comme les signaux radio captés par une antenne. Ils sont aussi utilisés dans les miroirs de courant, où une même entrée est utilisée pour piloter deux transistors identiques. Les courants traversant ces transistors sont identiques même s'ils possèdent des charges différentes.

## Caractéristiques en petits signaux
(Les lignes parallèles indiquent que les composants sont en parallèle, pour les symboles utilisés voir le schéma ci-dessus.)
Gain en tension
- Avec CE , ou bien RE = 0 :

{\displaystyle {V_{\mathrm {out} } \over V_{\mathrm {in} }}=-g_{m}(R_{\mathrm {C} }\|R_{\mathrm {load} })\,}
- Sans CE , et RE > 0 :

{\displaystyle {V_{\mathrm {out} } \over V_{\mathrm {in} }}={-\beta _{0}(R_{\mathrm {C} }\|R_{\mathrm {load} }) \over r_{\pi }+(1+\beta _{0})R_{\mathrm {E} }}}

Dans la formule précédente, si {\displaystyle \scriptstyle {g_{m}R_{E}\gg 1}} et {\displaystyle \scriptstyle {R_{\mathrm {load} }\gg R_{\mathrm {C} }}}, on peut faire l'approximation suivante :
{\displaystyle {V_{\mathrm {out} } \over V_{\mathrm {in} }}=-{R_{\mathrm {C} } \over R_{\mathrm {E} }}}
Résistance d'entrée
- Avec CE , ou bien RE = 0 :

{\displaystyle r_{\mathrm {in} }=R_{1}\|R_{2}\|r_{\pi }\,}
- Sans CE,  et RE > 0 :

{\displaystyle r_{\mathrm {in} }=R_{1}\|R_{2}\|(r_{\pi }+(1+\beta _{0})R_{\mathrm {E} })\,}
Gain en courant
{\displaystyle A_{\mathrm {vm} }={r_{\mathrm {in} } \over R_{\mathrm {load} }}}
Résistance de sortie
{\displaystyle r_{\mathrm {out} }=R_{\mathrm {C} }\,}

Les variables non listées sur le schéma sont :
- {\displaystyle g_{m}\,} : la transconductance exprimée en siemens et calculée par l'expression {\displaystyle g_{m}=I_{\mathrm {C} }/V_{\mathrm {T} }\,}, avec :

{\displaystyle I_{\mathrm {C} }\,} est le courant de polarisation du collecteur.
{\displaystyle V_{\mathrm {T} }=kT/q\,} est la tension thermique. Elle dépend de la constante de Boltzmann k, de la charge élémentaire q, et de la température T du transistor en kelvins. A température ambiante elle est de 25 mV (Google calculator).
- {\displaystyle \beta _{0}=I_{\mathrm {C} }/I_{\mathrm {B} }\,} est le gain en courant à basse fréquences (communément appelé {\displaystyle \scriptstyle {h_{FE}\,}}). C'est un paramètre spécifique à chaque transistor. Il est indiqué dans sa fiche technique.

- {\displaystyle r_{\pi }=\beta _{0}/g_{m}=V_{\mathrm {T} }/I_{\mathrm {B} }\,}